# Evelyn St. Croix
 (mars 2025).
Motif : absence de sources secondaires centrées sur cette personne. Etre une "mère de..." ne donne pas de notoriété particulière.
- Archive Wikiwix
- Bing
- Cairn
- DuckDuckGo
- E. Universalis
- Gallica
- Google
- G. Books
- G. News
- G. Scholar
- Persée
- Qwant
- (zh) Baidu
- (ru) Yandex
- (wd) trouver des œuvres sur Wikidata

| 1. | Préciser le motif de la pose du bandeau. | Précisez le motif de la pose du bandeau en utilisant la syntaxe suivante : {{admissibilité à vérifier\|date=août 2025\|motif=remplacez ce texte par le motif}}                        |
| 2. | Informer les utilisateurs concernés.     | Pensez à avertir le créateur de l'article, par exemple, en insérant le code ci-dessous sur sa page de discussion : {{subst:avertissement admissibilité à vérifier\|Evelyn St. Croix}} |

Evelyn « Eve » Beatrice St. Croix naît à Kensington (Londres) le 10 janvier 1885 et meurt à Brighton (East Sussex) le 24 juillet 1964. Elle est le fruit de l'union entre George Alfred St. Croix Rose (31 janvier 1854 - 14 Février 1926), capitaine dans la milice royale du Buckinghamshire, et de Beatrice Quain (approximativement 1857 - 1911), fille de Sir Richard Quain.
Evelyn St. Croix fut l'épouse de Valentine Fleming, et donnera naissance à Ian Fleming, inventeur du personnage de fiction James Bond. Actuellement, on en connaît très peu sur sa vie, : mondaine anglaise et artiste bohème, dépensière et amusante par sa légèreté, elle a la réputation d'être une belle femme à la peau mate. Elle gère l'éducation de ses quatre enfants à la mort de son mari, le 20 mai 1917 lors de la Première Guerre Mondiale, tout en multipliant les rencontres et les échanges dans le domaine de l'art. Outre Henri Matisse, elle fait la connaissance du peintre Augustus John. De cette union naîtra la violoncelliste Amaryllis Fleming. Elle meurt deux semaines avant Ian Fleming.